# Bzura
Bzura je řeka v Mazovském vojvodství a Lodžském vojvodství v Polsku, v Středopolské nížině, levý přítok Visly o délce 166 km. Větší část jejího toku se nachází podél severního okraje Łowicko-Błońské planiny. Maximální kolísání stavu vody je 4,5 m

## Přítoky
Řeky, které přitékají do Bzury seřazené v pořadí od pramene do ústí:
- (P) Łagiewniczanka
- (L) Sokołówka
- (P) Linda
- (L) Ochnia
- (P) Moszczenica
- (P) Mroga
- (L) Słudwia
- (P) Bobrówka
- (P) Zwierzyniec
- (P) Skierniewka
- (P) Rawka
- (P) Sucha
- (L) Witonia
- (P) Pisia
- (P) Utrata
- (P) Łasica

## Sídelní jednotky položené nad Bzurou
- Zgierz
- Ozorków
- Łęczyca
- Łowicz
- Sochaczew
- Brochów
- Wola Kałkowa
- Sobota

## Fotografie

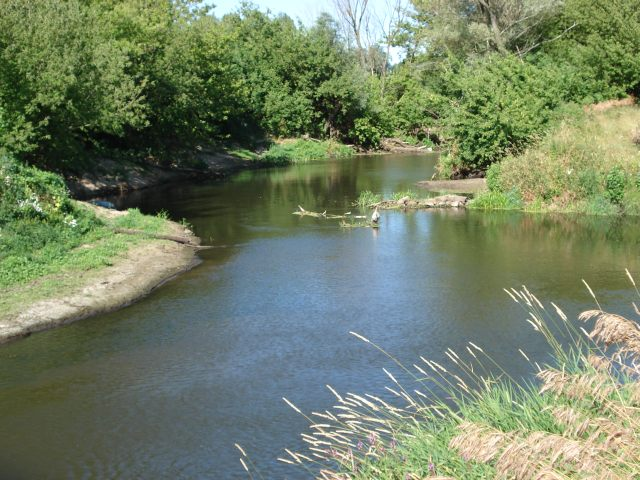
Bzura v Kompině
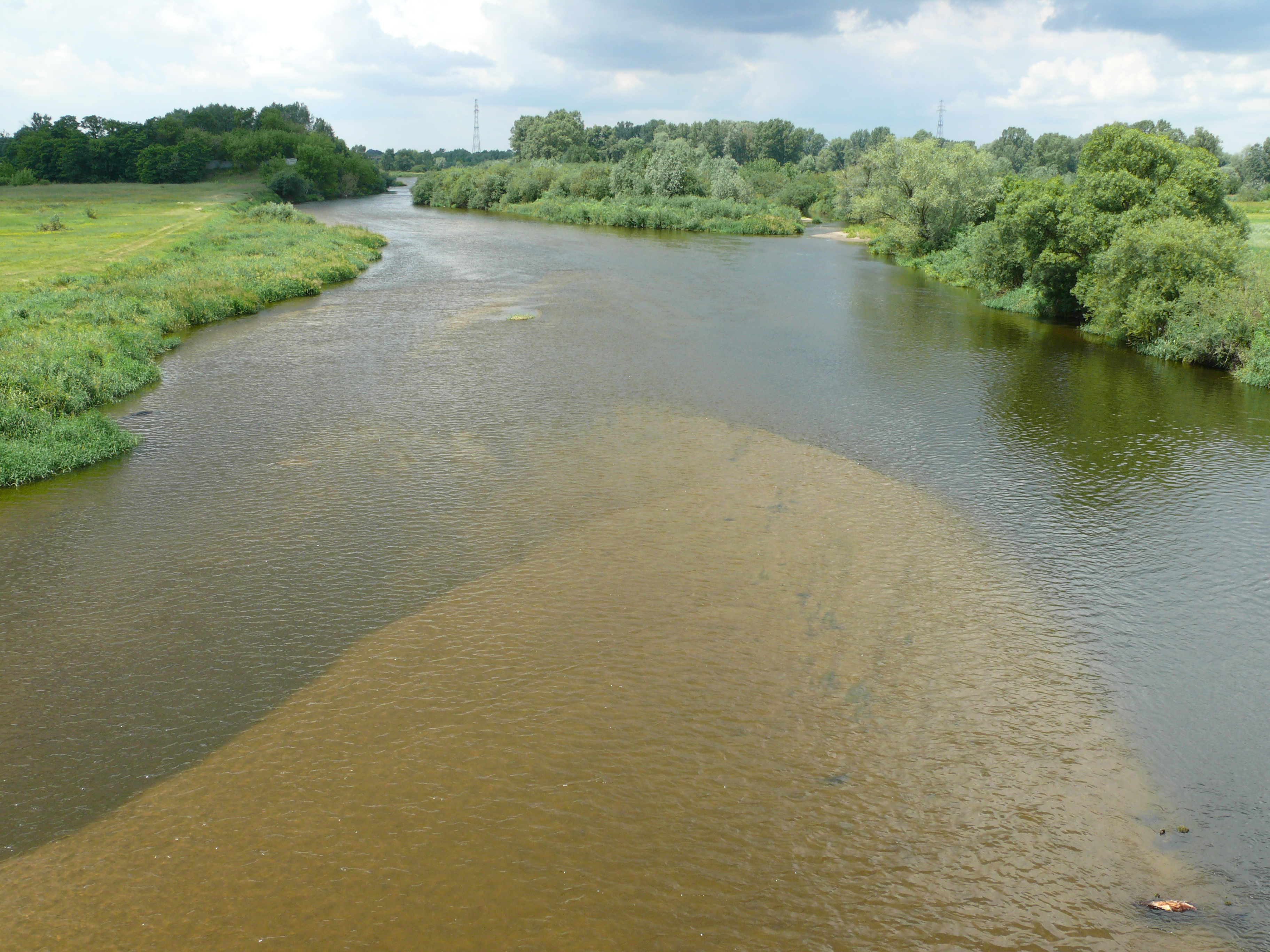
Bzura blízko soutoku s Vislou